# Analysautomat

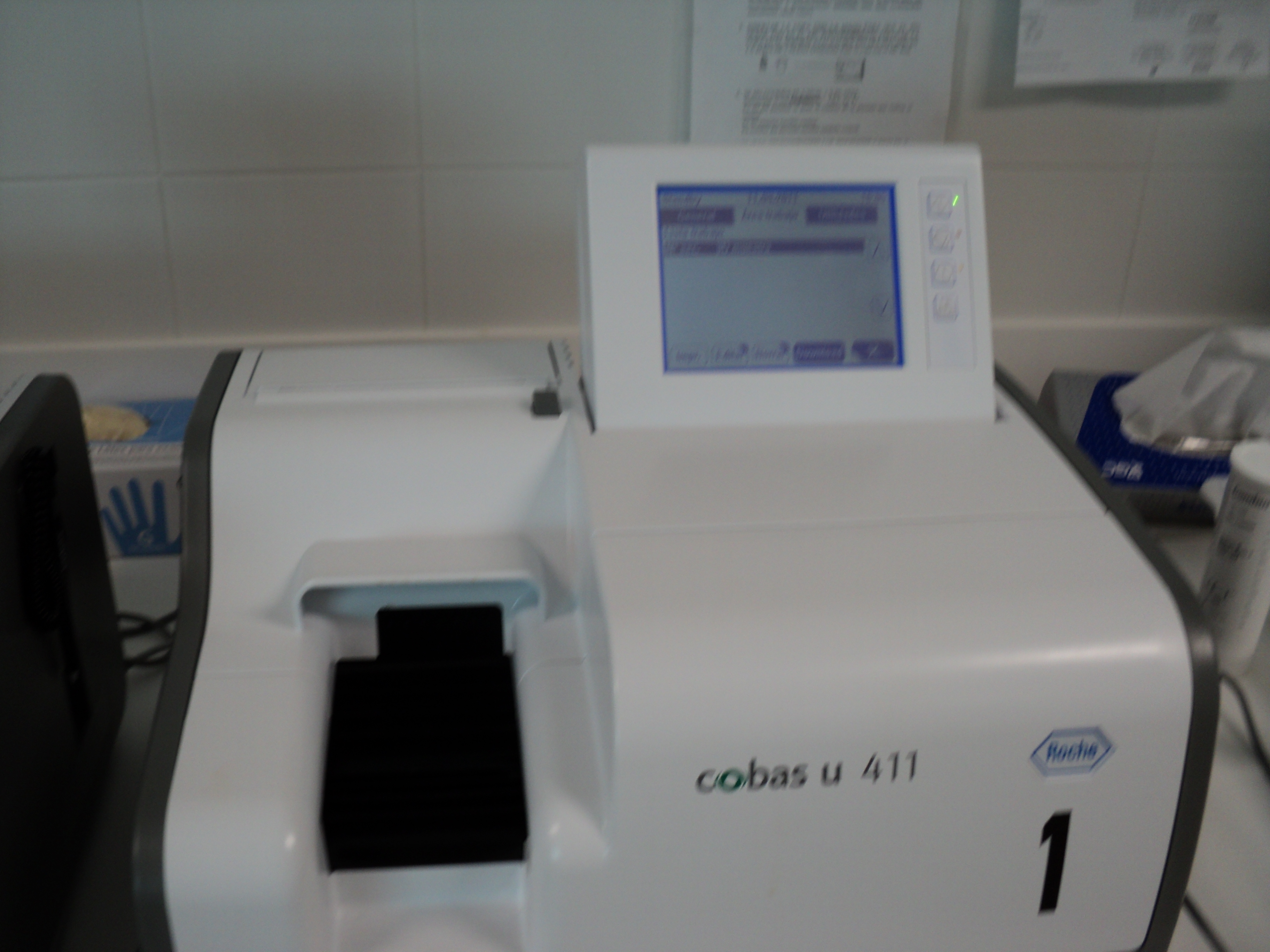
Cobas u 411

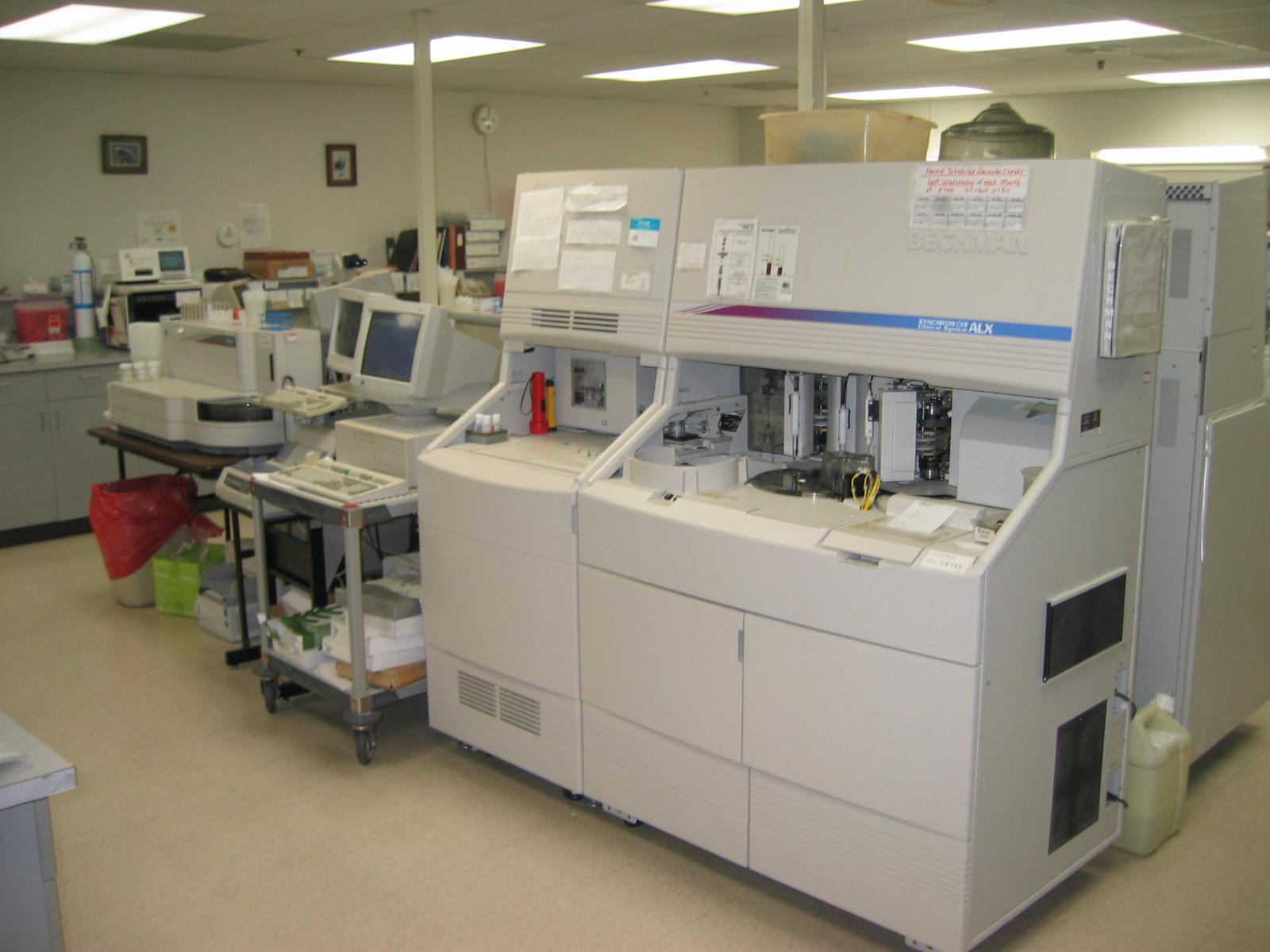

Analysautomat, maskin som automatiskt genomför kemiska eller biokemiska analyser. Ett stort användningsområde för analysautomater är inom klinisk kemi, där de gör det möjligt att utföra långa serier av analyser med bruk av mycket avancerade analysmetoder till låga priser.